# 1903 en sport
Cet article présente les faits marquants de l'année 1903 en sport.

## Automobile
- Quatrième édition de la Coupe Gordon Bennett en Irlande. Le Belge Camille Jenatzy gagne la course, mais la Coupe revient à l’Allemagne car ce dernier court sur une Mercedes.

## Baseball
- Les Boston Americans remportent la première édition des World Series face aux Pittsburgh Pirates.

## Club omnisports
- 3 mars : création du premier club de sport turc Besiktas JK.

## Cricket
- Le Middlesex est champion d’Angleterre.
- New South Wales gagne le championnat australien, le Sheffield Shield.
- Le Transvaal gagne le championnat sud-africain, la Currie Cup.

## Cyclisme
- Le Français Hippolyte Aucouturier s'impose dans le Paris-Roubaix.
- 1er Tour de France (1er juillet au 19 juillet) : Maurice Garin remporte le Tour en restant leader du classement général du début à la fin de l’épreuve. 60 partants et 21 cyclistes classés à l’arrivée de première grande boucle. Garin devance au classement général Lucien Pothier de près de trois heures et Fernand Augereau de près de 4 heures et demie. Maurice Garin était le grand favori de la course ; il s’impose logiquement en s’appuyant sur une équipe très forte : la Française.

Article détaillé : Tour de France 1903

## Cyclisme sur piste
- 18 octobre : Paul Dangla porte le record du monde demi-fond à 84 km 577. Le record sera de nouveau repris peu après par l'anglais Tommy Hall avec 87 km 391.

## Football
- 29 mars : les Young Boys Berne remportent le Championnat de Suisse.
- 8 avril : Athletic Bilbao remporte la Coupe d’Espagne face au Madrid FC, 3-2.
- 9 avril : à Sheffield, l'Écosse bat l'Angleterre 2-1. À la suite de ce résultat, c'est l'Irlande qui remporte (à égalité) pour la première fois le Championnat Britannique.
- Sheffield Wednesday FC champion d'Angleterre.
- Hibernian FC est champion d'Écosse.
- Distillery FC est champion d'Irlande.
- 18 avril : Bury FC remporte la FA Cup face à Derby County, 6-0.
- 19 avril : le R.C. Roubaix est champion de France USFSA.
- 25 avril : les Glasgow Rangers gagnent la Coupe d'Écosse en s’imposant en finale face à Heart of Midlothian FC, 2-0.
- 26 avril : fondation du club espagnol de l'Atlético de Madrid.
- 29 avril : Genoa champion d'Italie.
- Racing Bruxelles champion de Belgique.
- 31 mai : VfB Leipzig est le premier champion d'Allemagne.
- Au départ de la saison 1903-1904, le Board autorise les coups francs directs à la suite de fautes intentionnelles. L'arbitre est également autorisé à laisser jouer, suivant le principe de l'avantage.
- 25 octobre : Sao Paulo AC champion de l'État de Sao Paulo (Brésil).
- L'USFSA française contacte la fédération anglaise pour fonder une fédération internationale. Les Anglais refusent ; ils déclarent qu'une telle institution n'aurait aucun intérêt...

## Golf
- Le Britannique Harry Vardon remporte le British Open
- L’écossais Willie Anderson remporte l’US Open

## Hockey sur glace
- Montréal AAA remporte la Coupe Stanley.

## Joute nautique
- P. Portes (dit jardama) remporte le Grand Prix de la Saint-Louis à Cette.

## Rugby à XIII
- Halifax remporte la Challenge Cup anglaise.

## Rugby à XV
- 26 avril : au stade de la Prairie des Filtres à Toulouse, devant 5 000 spectateurs, le Stade français remporte le championnat de France en battant en finale le SOE Toulouse 16 - 8.
- Le Durham est champion d’Angleterre des comtés.

## Tennis
- 13e édition du championnat de France :
  - Le Français Max Decugis s’impose en simple hommes.
  - La Française Adine Masson s’impose en simple femmes.
- 27e édition du Tournoi de Wimbledon :
  - Le Britannique Hugh Lawrence Doherty s’impose en simple hommes.
  - La Britannique Dorothea Douglass en simple femmes.
- 23e édition du championnat des États-Unis :
- Le britannique Hugh Lawrence Doherty s’impose en simple hommes.
  - L’Américaine Elisabeth Moore s’impose en simple femmes.
- La Grande-Bretagne remporte la Coupe Davis face aux États-Unis (4-1).

## Voile
- Charlie Barr sur Reliance remporte la Coupe de l'America au profit des États-Unis.

## Naissances
- 18 février : Matthias Sindelar, footballeur autrichien.
- 20 février : Charles Pélissier, coureur cycliste français. († 28 mai 1959).
- 25 février : King Clancy, joueur de hockey sur glace canadien. († 10 novembre 1986).
- 8 mai : Manuel Anatol, footballeur français.
- 9 juin : Felice Bonetto, pilote automobile italien. († 21 novembre 1953).
- 19 juin : Lou Gehrig, joueur de baseball américain, qui fit toute sa carrière aux New York Yankees (de 1923 à 1939). († 2 juin 1941).
- 28 juin : André Maschinot, footballeur français.
- 18 novembre : Luigi Allemandi, footballeur italien.

## Décès
- 19 mai : Arthur Shrewsbury, joueur de cricket anglais. (° 11 avril 1856).